# Atalaya alata
Atalaya alata là một loài thực vật có hoa trong họ Bồ hòn. Loài này được (Sim) H.M.L.Forbes mô tả khoa học đầu tiên năm 1939.